# Complexe de Châteauneuf-sur-Charente
Le complexe de Châteauneuf-sur-Charente est un ensemble de gisements archéologiques et paléontologiques situés au bord de la vallée de la Charente sur la commune de Châteauneuf-sur-Charente dans le département de la Charente. Il se compose de l'abri de la Font-qui-Pisse, l'abri de Fontaury, l'abri de la Pelleterie et de l'ensemble formé par l'abri de Haute-Roche et la Grotte-à-Melon.

## Localisation et géologie
La commune de Châteauneuf-sur-Charente est située sur les rives de la Charente à 17 km à l'ouest et en aval d'Angoulême et 13 km au sud-est et en amont de Jarnac. La vallée de la Charente marque une limite géologique entre le Jurassique en rive droite et le Crétacé en rive gauche, un calcaire particulièrement dur, alors que la vallée elle-même est constituée de couches sédimentaires et d'alluvions de graviers calcaires déposées par la rivière au Quaternaire.
Le complexe de Châteauneuf-sur-Charente est situé au sud-ouest de Châteauneuf-sur-Charente là où une ligne d'abris s'ouvrent dans une falaise : l'abri de la Font-qui-Pisse, l'abri de Fontaury, l'abri de la Pelleterie et de l'ensemble formé par l'abri de Haute-Roche et la Grotte-à-Melon. Cette falaise correspond à une cuesta du Crétacé, celle-là même passant par Cognac, Saint-Même-les-Carrières à l'ouest, Saint-Estèphe, Claix, La Couronne et le plateau d'Angoulême à l'est.

## Histoire
Les fouilles ont commencé à la fin du XIXe siècle, par la fissure des Champs-gaillards, l'abri de la Pelleterie puis l'abri de Fontaury qui a été fouillé de 1945 à 1948 par Marry.
Haute-Roche et la Grotte-à-Melon ont fait l'objet de plusieurs campagnes de fouilles de 1906 à nos jours. L'abri de Hautedoche a été découvert en 1906 par Chauvet qui a commencé les fouilles, reprises en 1920 et à nouveau en 1966 et en 1971 par André Debénath.

## Découvertes archéologiques

### Industrie lithique
L'abri de Fontaury a livré dans sa couche inférieure des éclats moustériens et dans sa couche supérieure des fragments de lames dont une attribuée à l'Aurignacien. 
La fouille des dépôts de pente de Fontaury a permis la découverte d'industrie rapportée à l'Aurignacien.
L'abri de la Pelleterie, aujourd'hui disparu, a été fouillé par Chauvet et Descoffes vers 1906. Ils y ont mis au jour de foyers magdaléniens. Les 244 pièces recueillies sont surtout des racloirs moustériens (166), des pointes ou racloirs convergents et des lames.
D'après Patte, la grotte du Loup a livré une industrie moustérienne. Elle a aujourd'hui disparu.
La Font-qui-Pisse aurait aussi livré une industrie moustérienne.
La grotte à Melon a livré des pièces moustériennes à bord aminci.
L'abri de Hauteroche comporte des ressauts rocheux occupés successivement, ce qui rend la lecture de la stratigraphie difficile. Chauvet présente une stratigraphie avec la couche 2 contenant une industrie intermédiaire entre le Solutréen et le Moustérien et la couche 4 datant du Moustérien. La couche 2 a livré des lames minces et des lames retouchées. Lors des fouilles les plus récentes, la couche 3 a livré plus de 1300 objets dont 143 outils rapportés au Moustérien à denticulés (surtout des denticulés, des racloirs et des couteaux à dos naturel). Elle comporte aussi un foyer circulaire de plus d'un m² entouré d'un cercle de pierres calcaires en double épaisseur. La couche 4 a surtout livré des racloirs de type La Quina, ce qui signe un Moustérien de type Quina.

### Faune ancienne
La Combe de la Mère Mercier n'a livré que de la faune. La fissure des Champs-gaillards a elle aussi livré de la faune, conservée à l'Université de Poitiers. La faune de la Grotte-à-Melon a fait l'objet d'une étude.

### Restes humains
La Grotte-à-Melon, occupée au Moustérien, a livré en 1908 une mâchoire incomplète attribuée à un enfant de 2 ou 3 ans. Patte l'a attribuée à un homme de Néandertal.
Au pied de la falaise de Hauteroche ont été trouvés en 1968 des fragments d'ossements d'un enfant comportant une partie de mâchoire supérieure, ce qui a permis de déterminer un âge d'environ 5 ans. Ils étaient accompagnés d'une incisive d'adulte. Ces vestiges appartiennent à des Néandertaliens porteurs d'une industrie lithique apparentée au Moustérien à denticulés,.